# BLACKPINK
BLACKPINK（韩语： Beullaekpingkeu；日语： Burakku Pinku；符號化：BLΛƆKPIИK）是韓國YG娛樂於2016年推出的四人女子音樂團體，由Jisoo、Jennie、Rosé、Lisa組成。風格上與韓國流行音樂中的「girl crush」概念相關，探討自信和女性賦權的主題。
BLACKPINK在2016年8月8日以單曲專輯《Square One》正式出道，其收錄曲Whistle和Boombayah分別登上Gaon單曲榜和《告示牌》世界單曲榜第1名。2016年11月發行第二張單曲專輯《Square Two》，其收錄曲Playing with Fire成為第一首登上告示牌加拿大百大單曲榜的韩国女團歌曲。隨後該團體憑藉Ddu-Du Ddu-Du擴大其全球影響力，而該歌曲不僅是第一首登上英國單曲排行榜且榮獲美國唱片業協會（RIAA）认证的韩国女團歌曲，還成為盖洛普韩国的年度最佳歌曲和YouTube首支突破10億和20億次觀看的韩国團體音樂錄影帶。到Kill This Love和How You Like That的音樂錄影帶發行時，兩者皆是24小時內創下最多觀看次數的音樂錄影帶，而How You Like That的音樂錄影帶更在當時創下5項吉尼斯世界纪录。
BLACKPINK出道後，憑藉一首在2020年發行的歌曲Ice Cream登上美國告示牌百大單曲榜第13名，一張在2022年發行的專輯《BORN PINK》登上美國告示牌二百大專輯榜冠軍，而兩個榜單更是韩国女子藝人最高登榜紀錄。BLACKPINK的錄音室專輯《THE ALBUM》和《BORN PINK》在韩国皆打破女歌手專輯銷售紀錄，並分別成為首張銷售超過1百萬和2百萬份的女歌手專輯。《BORN PINK》另外也是繼Danity Kane在2008年登上告示牌二百大專輯榜冠軍後第一張登上該榜單冠軍的女子團體專輯，並且因為是第一組在告示牌二百大專輯榜和英國專輯排行榜雙雙奪冠的韩国女子團體而取得2項吉尼斯世界纪录。《BORN PINK》的主打歌曲Pink Venom成為第一首登上澳洲ARIA單曲榜冠軍的韩国團體歌曲和第一首登上告示牌全球二百大單曲榜冠軍的女子團體歌曲。
BLACKPINK在職業生涯中打破無數記錄，包括她們的BORN PINK世界巡迴演唱會成為女子團體和亞洲藝人票房收入最高的巡迴演唱會，也是第一個在科切拉音樂節上表演的亞洲藝人。在網路串流平台方面，官方YouTube音樂藝人頻道上擁有最多訂閱者和最多觀看次數，在Spotify上成為關注人數最多和串流次數最多的女子團體。除此之外，BLACKPINK獲得的榮譽包括多項金唱片獎、MAMA大獎、人民選擇獎和MTV音樂錄影帶大獎獎項，並成為21世紀第一個在MTV音樂錄影帶大獎中獲得年度最佳組合的女子團體。除了音樂之外，她們亦獲得眾多行業的代言協議，並將時尚融入她們的公眾形象中。BLACKPINK是第一個進入福布斯30位30歲以下精英榜的女團，曾在韩国福布斯名人榜名列前茅。她們被《時代雜誌》評為2022年時代年度藝人，並因在全球傳播韩国流行音樂和韩国文化而受到時任韩国總統文在寅的認可。由於致力倡導氣候變遷意識，BLACKPINK於2023年被授予大英帝國勳章（MBE）。

## 成員
BLACKPINK不設隊長。
| 藝名   | 藝名               | 藝名 | 本名           | 出生日期 出生地                    | 國籍     | 韩国音樂著作權家協會登錄號          | 定位                       |
| 英文   | 韩文               | 日文 | 本名           | 出生日期 出生地                    | 國籍     | 韩国音樂著作權家協會登錄號          | 定位                       |
| ------ | ------------------ | ---- | -------------- | ---------------------------------- | -------- | ----------------------------------- | -------------------------- |
| Jisoo  |                    |      | ／ Kim Ji-soo  | 1995年1月3日 · 京畿道軍浦市山本洞  |          | 10029199                            | 門面、副唱                 |
| Jennie |                    |      | ／ Kim Jennie  | 1996年1月16日 · 京畿道城南市盆唐區 | 10029200 | 主Rapper、領唱、ACE                 |                            |
| Rosé   |                    |      | Roseanne Park  | 1997年2月11日 · 新西兰奧克蘭       | 新西兰 · | 2025年退出協會 （原編號是10030226） | 主唱、領舞                 |
| Rosé   | ／ Park Chae-young |      |                | 1997年2月11日 · 新西兰奧克蘭       | 新西兰 · | 2025年退出協會 （原編號是10030226） | 主唱、領舞                 |
| Lisa   |                    |      | Lalisa Manoban | 1997年3月27日 · 泰國武里南府沙兌縣 | 泰國     | 不適用                              | 主舞、副唱、領Rapper、忙內 |

## 官方設定
YG新女團的團名曾謠傳為「TLC-F」、「Magnum」及「Baby Monster」，2012年Jennie的練習影片中也出現過「Pink Punk」字樣，但這些名稱均未被官方證實是新女團的團名。2016年6月29日，YG娛樂在接連四週公佈四名成員之後，最終公佈新女團的名稱為「BLACKPINK」，所屬經紀公司表示BLACKPINK帶有稍微否定粉紅色是最美的顏色的涵義：「BLACK」代表壞女孩，「PINK」代表甜美，具有「漂亮並不代表全部」的意義，也表示成員們不僅具備外貌、同時也兼具實力，而加上每人在不同的領域均具有領導能力，因此團隊也決定不會設立隊長一職。

歌迷標誌

BLACKPINK的官方歌迷名稱為「BLINK」（符號化為BLIИK），這個名稱是在2017年1月14日，於BLACKPINK官方社群網站Instagram上傳的圖片中首度亮相，而圖片中寫有「BLACK」的字樣雖已被大眾猜測為歌迷名稱，但因公開的圖片未多加說明尚無法確認，直至成員Jennie在1月16日其生日當天於Instagram分享照片，內容是為了表示感謝大家給予的祝福，并且稱歌迷為「BLINK」，這才證實官方歌迷名稱。而「BLINK」一詞是由「BLACKPINK」的前兩個字母「BL」和最後三個字母「INK」組成，帶有「眨眼、眨眼之間」的含意，其中「LINK」則是連結在一起的意思，有著BLACKPINK和粉絲相連的寓意，藉此表示「BLACKPINK」與「BLINK」是一體的存在。
在韩国演藝文化中，團體與歌迷之間的關係相當親密，經紀公司作為團體與歌迷之間的橋梁，為了使得雙方更有互動，便會為該團體設計各種專屬物品。而BLACKPINK在出道兩年之際，YG娛樂社長梁鉉錫在2018年5月中旬透過個人社群網站Instagram發文表示將發行她們的專屬應援物品。這項產品由BLACKPINK成員們在構思階段時即參與設計，Jennie亦曾提及設計靈感來自於《一週偶像》中的氣錘懲罰。隨著YG娛樂陸續將不同視角的應援物品設計圖釋出，最終在5月23日公開其全貌，為粉色愛心氣錘造型手燈「Biong Bong」（블핑봉），在同年的5月28日正式販售。發行後，該商品在韩国最大的電子商務平臺G-Market上成為2018年單日最高銷量的周邊商品。

## 發展歷程

### 2010–2016年：成團與出道前經歷
在YG娛樂於2009年推出2NE1後，經紀公司在2010年在全球各地招募兒童或青少年新人進行選拔，以創建一個新的女子組合。據BLACKPINK成員們稱，以練習生身份加入YG娛樂就像是進入全日制流行歌星學院，Jennie形容這種經歷比學校還要嚴格，而Rosé將其比作《X音素》的練習生宿舍。對於那些離開韩国的成員來說，伴隨文化衝擊的訓練節奏是困難的。當時YG娛樂在2011年11月14日透露他們的新女團將於2012年上半年出道，並擁有至少七名成員，儘管沒有釋出後續官方消息，但圍繞著新女團出道時間被推遲的許多新聞報導和謠言浮出水面。之後到2016年5月18日，YG娛樂對外宣布新女團將在該年7月出道，並表示這些團體成員是經過多年的激烈競爭選拔出來的。隨後經紀公司證實，向公眾介紹作為新女團潛在成員的Jang Hannah和Moon Sua並不在正式團體成員名單中。
2016年6月1日，YG娛樂公布新女團第一位成員Jennie，並在該團體擔任主唱和饒舌。Jennie從紐西蘭搬回韩国之後於2010年以練習生身分加入YG娛樂，並於2012年4月10日於經紀公司官網發布一張名為“Who's that girl?”的Jennie介紹照片。Jennie在當時多次音樂合作來晉升成為新女團成員，例如在2012年客串G-Dragon的That XX音樂錄影帶，在2013年與G-Dragon和李遐怡分別伴唱Black和Special。2016年6月8日，YG娛樂公布新女團第二位成員Lisa，並在該團體主要擔任饒舌和舞者。Lisa是在4,000名徵選者當中唯一通過2010年YG娛樂泰國試鏡的人，並於2011年成為經紀公司第一位外國練習生。2012年5月，Lisa在YG娛樂官方YouTube頻道的影片「Who's that girl???」中首次對外介紹，並在2013年客串太陽的Ringa Linga音樂錄影帶，在2015年和2016年分別成為街頭服飾品牌「Nona9on」和化妝品品牌「Moonshot」的代言人。
2016年6月15日，YG娛樂公布新女團第三位成員Jisoo，並在該團體擔任主唱。Jisoo在2011年7月以練習生身分加入YG娛樂後，於正式出道前出演多則商業廣告和音樂錄影帶，例如Epik High的Spoiler + Happy Ending和HI秀賢的I'm Different，並友情客串2015年上映的電視劇。2016年6月22日，YG娛樂公布新女團的最後一名成員Rosé，並在該團體擔任主唱和舞者。2012年，Rosé在700名徵選人參與的YG娛樂澳洲試鏡當中排名第一，之後與經紀公司簽訂練習生合約，並搬到首爾開始培訓。在經紀公司官方正式介紹前，Rosé以「? from YG New Girl Group」身分客串G-Dragon的歌曲Without You。

BLACKPINK官方標誌

2016年6月29日，YG娛樂確認新女團將有4名成員，而不是原計劃的9名成員，並透露其正式名稱為「BLACKPINK」。據經紀公司表示，該組合的名字意思是“漂亮並不代表一切”，象徵著她們是一支不僅擁有美麗，而且擁有才華的團隊。Jisoo後來在新聞發布會上透露，在當時有考慮過其他團體名稱包括「Pink Punk」、「Baby Monster」和「Magnum」。2016年7月6日，BLACKPINK官方釋出第一支舞蹈練習影片，並吸引許多民眾的注意力。2016年7月29日，YG娛樂確認BLACKPINK將在8月8日正式出道

### 2016–2017年：正式出道、人氣增長、不凡成就

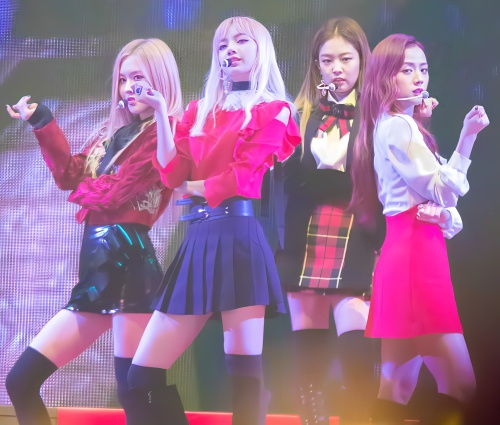
BLACKPINK在2016年11月19日於2016年甜瓜音樂獎表演

BLACKPINK的出道宣傳活動在2016年8月的第一周開始，發布預告片、影片和商業廣告，隨後成為YG娛樂七年來首個出道的女子團體，並且在2016年8月8日發行首張單曲專輯《Square One》。收錄該單曲專輯的歌曲Boombayah和Whistle分別登上《告示牌》世界單曲銷售榜第1和第2名，因此使BLACKPINK成為最快實現這一壯舉的藝人，也是繼PSY和BIGBANG之後第三位同時佔據該榜單前兩名的YG娛樂藝人。在單曲專輯發行後，歌曲Whistle橫掃韩国所有音源排行榜，並且在Gaon單曲榜登上冠軍。2016年8月14日，BLACKPINK首度在韩国SBS音樂節目《人氣歌謠》打歌，並且在出道14天後於該音樂節目取得首個一位，到2016年9月11日結束單曲專輯《Square One》宣傳活動後，於《人氣歌謠》再次取得一位。
2016年11月1日，BLACKPINK發行第二張單曲專輯《Square Two》，收錄Playing with Fire和Stay，並於11月6日和10日分別在《人氣歌謠》和《M Countdown》上做宣傳。發行後，歌曲Playing with Fire成為BLACKPINK第二支登上《告示牌》世界單曲銷售榜第1名和K-POP第一支登上《告示牌》加拿大百大單曲榜的歌曲。在韩国，Playing with Fire登上第3名，而Stay也登上該榜單前10名。BLACKPINK在出道五個月來取得商業上的成功，包括在韩国年終音樂大獎節目獲得諸多人氣獎項，如亞洲明星盛典、甜瓜音樂獎、金唱片獎、首爾歌謠大賞、Gaon Chart音樂獎等，另外也獲得《告示牌》命名為2016年最佳新韩国流行團體之一。

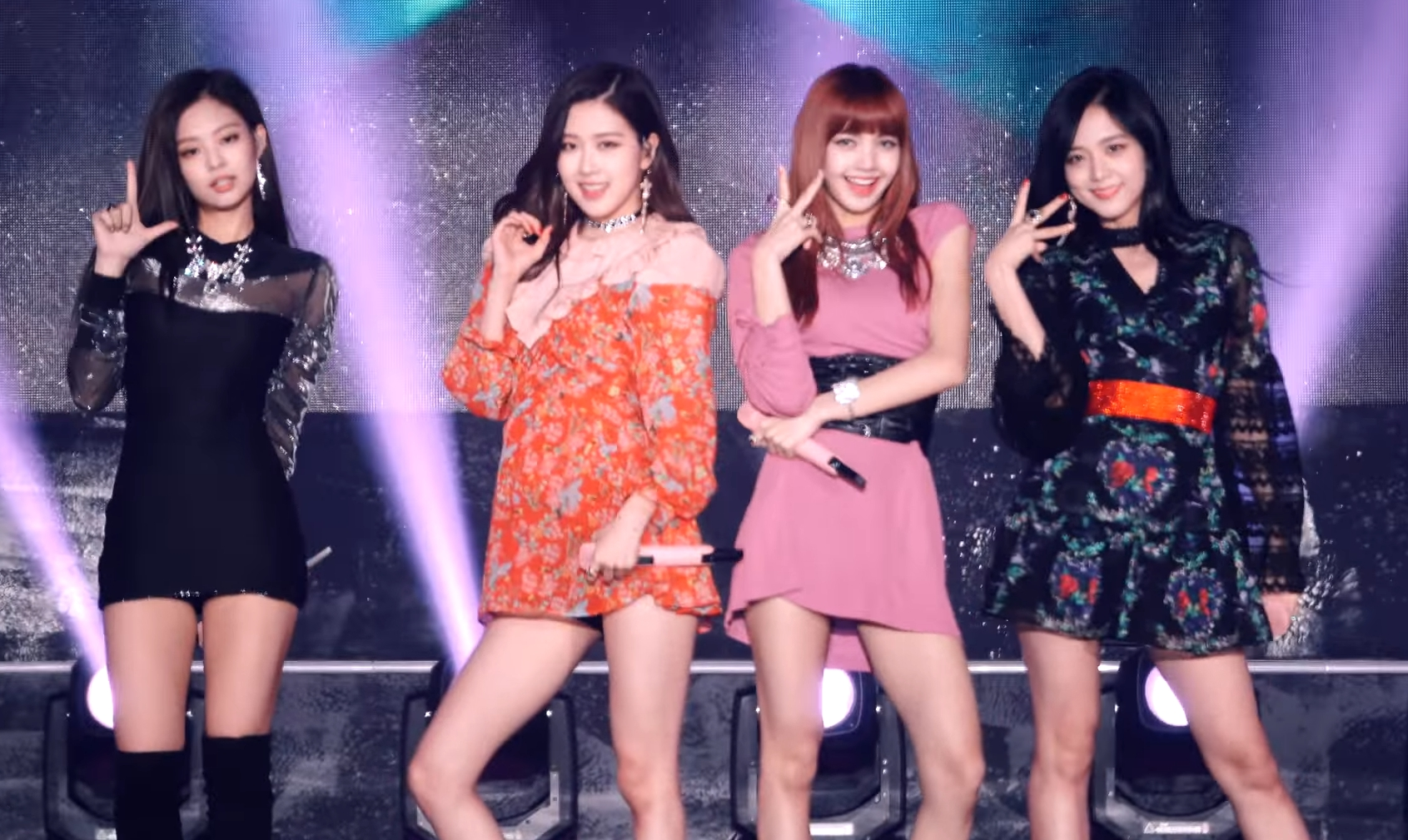
BLACKPINK在2017年10月1日於「Fandom School Music Festival 2017」活動表演

2017年1月17日，BLACKPINK公佈官方粉絲名稱——“BLINK”，是“BLACK”和“PINK”的混成詞。6月22日，該團體發行第一支獨立數位單曲As If It's Your Last，根據團員Jisoo的說法，這首歌與他們之前發行的歌曲相比，聲樂發生變化，以“黑色”概念為特色，並以更明亮的“粉紅色”概念標誌著該團體首支採用該概念的單曲。這首歌在發行後於Gaon單曲榜和《告示牌》榜外單曲榜分別登上第3名和第13名，成為第一首登上《告示牌》榜外單曲榜的歌曲，在歌曲發行後一天亦登上《告示牌》世界單曲銷售榜第1名，因此成為第三支登上該榜單冠軍的BLACKPINK歌曲。As If It's Your Last的音樂錄影帶在發布後成為YouTube最多喜歡人數的韩国女子團體音樂錄影帶，也成為發布後24小時內最多觀看次數的K-POP音樂錄影帶 。
2017年7月20日，BLACKPINK在日本東京都的日本武道館舉辦粉絲見面會，當天吸引超過1.4萬人到場支持，並吸引大約20萬人上線搶票。同一年8月30日，BLACKPINK帶著迷你專輯《Blackpink》正式在日本出道，該迷你專輯收錄之前發行歌曲的日語版本，並且在Oricon專輯榜登上冠軍，因此使BLACKPINK成為第三個以出道專輯之姿登上該榜單冠軍的外國藝人。隨後，BLACKPINK憑藉單曲As If It's Your Last躋身2017年YouTube夏季全球25大歌曲。

### 2018–2019年：國際突破、首次世巡
2018年1月6日，BLACKPINK通過官方V Live和YouTube頻道發布他們的首部真人秀《Blackpink House》的第一集，到2018年底共發布12集，講述四位成員在搬進新宿舍後度過100天的假期。3月28日，BLACKPINK以《Re: Blackpink》的名義重製發行他們的首張日本迷你專輯，其數位版本包含與原始版本相同的歌曲，而實體版本則包含所有音樂錄影帶的DVD和六首韓語歌曲。

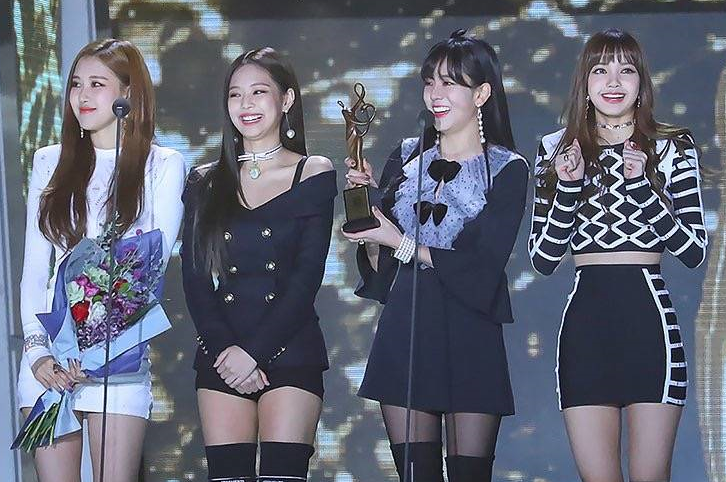
BLACKPINK出席2018年度首爾歌謠大賞

2018年6月15日，BLACKPINK發行第一張韓語迷你專輯《Square Up》，這張迷你專輯在韩国登上Gaon專輯榜第1名並且以25萬張銷售單位獲得韩国音樂內容協會（KMCA）白金認證。另外《Square Up》以第40名之姿為該團體寫下第一張登上告示牌二百大專輯榜的韩国女團專輯，在《告示牌》世界專輯榜上名列前茅，因此讓BLACKPINK成為第一個在《告示牌》新銳藝人榜上排名第一的韩国女子團體。迷你專輯《Square Up》主打歌Ddu-Du Ddu-Du在Gaon單曲榜登上冠軍，而Forever Young則登上該榜單第2名，這兩首歌曲皆因為在韩国的下載量和串流次數分別超過250萬次和1億次而獲得KMCA白金認證。在美國，Ddu-Du Ddu-Du登上告示牌百大單曲榜第55名，超越在2009年登上該榜單第76名的Wonder Girls歌曲Nobody而成為當時登上該榜單最高排名紀錄的韩国女子團體歌曲。此外，這首歌曲因為登上《告示牌》串流歌曲榜第39名而成為第一首登上該榜單的韩国女子團體歌曲，也因為在2019年8月獲得美國唱片業協會（RIAA）金認證而使BLACKPINK成為第一個獲得該認證的韩国女子團體。在英國，Ddu-Du Ddu-Du登上英國單曲排行榜第78名而使BLACKPINK成為第一組登上該榜單的韩国女子團體。YouTube統計顯示，Ddu-Du Ddu-Du音樂錄影帶在發布後24小時內取得3,620萬次觀看次數，成為在24小時內觀看次數最多的韩国藝人線上影片，並成為在當時發布24小時內觀看次數第二多的音樂錄影帶。2019年1月，Ddu-Du Ddu-Du音樂錄影帶成為最多觀看次數的韩国團體音樂錄影帶，並在2019年11月和2023年1月分別成為第一支觀看次數超過10億和20億次的K-POP團體音樂錄影帶。2018年底，韩国研究公司盖洛普韩国在2018年度公眾調查當中將Ddu-Du Ddu-Du評為年度歌曲。

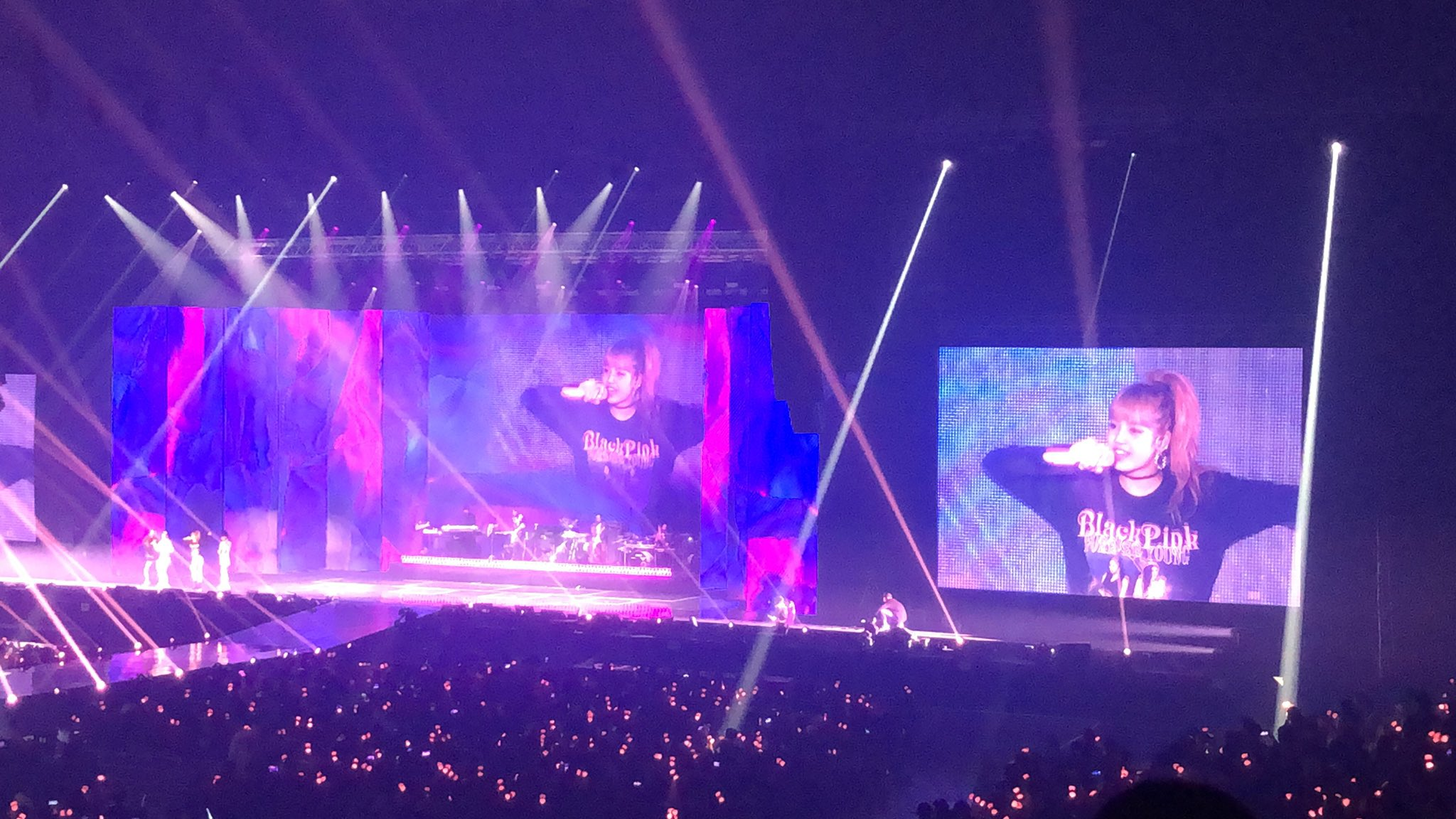
2018年BLACKPINK「In Your Area」世界巡迴演唱會首爾站演出現場

BLACKPINK在2018年舉辦日本首次巡演「BLACKPINK Arena Tour 2018」，在7月24和25日於大阪市舉辦，以便宣傳日語迷你專輯。該次巡演最初計劃在大阪市、福岡市和千葉市舉行六場演出，但由於需求旺盛，在千葉市加開一場演出。隨後在12月24日於大阪京瓷巨蛋舉行日本演唱會的最後一站來作為給歌迷的聖誕禮物，並吸引5萬名觀眾參與BLACKPINK的演出。2018年9月12日，BLACKPINK宣布將在首尔奥林匹克体操竞技场舉辦首爾首場演唱會「BLACKPINK 2018 Tour In Your Area Seoul×BC Card」，並作為「In Your Area」世界巡迴演唱會的第一站。隨後這次巡迴演唱會在2019年到2020年初於北美洲、歐洲、大洋洲、亞洲進行演出，並且在巡演結束後成為票房收入最高的韩国女子團體巡迴演唱會。
2018年10月19日，英國歌手邀請BLACKPINK合作發行單曲Kiss and Make Up，並收錄在杜娃·黎波的出道錄音室專輯。Kiss and Make Up在英國單曲排行榜登上第36名，不僅讓BLACKPINK再次登上該排行榜，也讓韩国女子團體第一次登上該榜單前40名。這首歌曲在告示牌百大單曲榜登上第93名，這是BLACKPINK第二次進入該排行榜，並使她們成為唯一一個多次進入該排行榜的韩国女子團體。隨後，這首歌曲獲得英国唱片业协会（BPI）銀認證，成為韩国團體第一次獲得英國音樂認證的紀錄，另外也是第一首獲得澳大利亚唱片业协会（ARIA）白金認證的韩国團體歌曲。2018年10月23日，BLACKPINK和YG娛樂與新視鏡唱片簽署全球合作關係，因此她們在亞洲以外的行程將由新視鏡唱片和環球音樂集團負責。2018年11月，BLACKPINK宣布追加2019年1月至3月的「In Your Area」亞洲巡演場次。同一個月份，成員Jennie帶著單曲Solo做個人出道，並且在11月11日首爾演唱會場次表演新曲，隨後新曲Solo在隔日與其音樂錄影帶同時發布。11月23日，BLACKPINK首張日語專輯《Blackpink in Your Area》以數位形式先發行，之後到12月5日實體發行。這張專輯收錄之前發行歌曲的日語版本並登上Oricon專輯榜第9名。

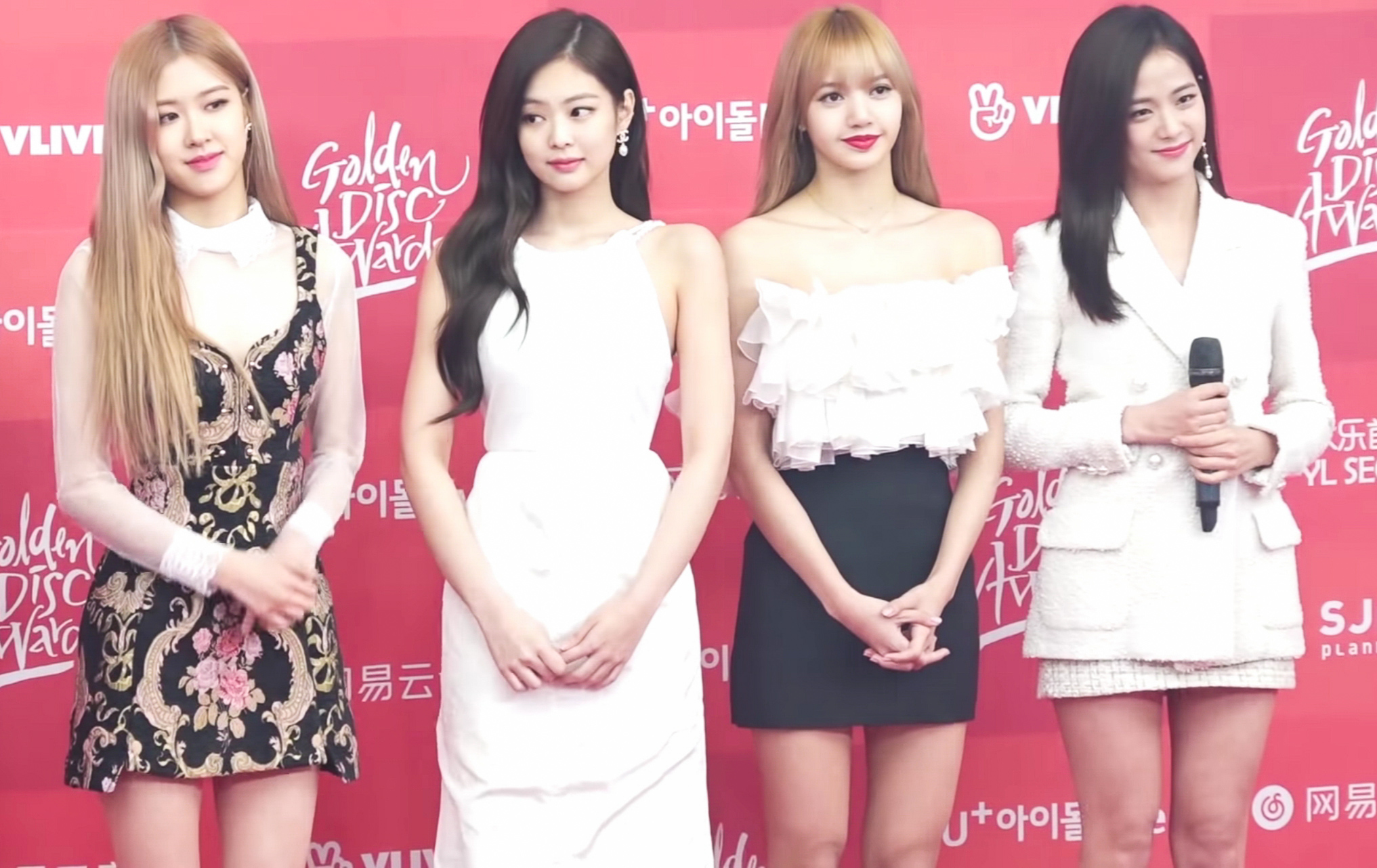
出席第33屆金唱片獎的BLACKPINK

2019年2月9日，BLACKPINK在美國洛杉磯市中心的「ROW」出席由環球唱片集團主辦，僅供受邀貴賓出席的葛萊美藝人展示會活動，並藉此在美國出道。該團體在不久之後登上和《早安美國》等諸多美國電視節目，並在該年3月成為第一組登上《告示牌》雜誌封面的K-POP女子團體。2019年4月5日，BLACKPINK發行第三張迷你專輯《Kill This Love》，並收錄主打歌Kill This Love等曲目。這張迷你專輯在韩国登上Gaon專輯榜第3名，並以50萬個專輯銷售單位取得KMCA雙白金認證，而主打歌曲也在該國家登上Gaon單曲榜第2名，並以超過1億次串流量取得KMCA白金認證。當《Kill This Love》登上告示牌二百大專輯榜第24名的時候，主打歌曲順利登上告示牌百大單曲榜第41名，因此BLACKPINK成為在告示牌主要排行榜登上最高排名的韩国女子團體，另外這張迷你專輯也成為第二張登上《告示牌》世界專輯榜第1名的BLACKPINK專輯。Kill This Love音樂錄影帶在YouTube發布後24小時內達到5,670萬次觀看並創下當時最高紀錄 ，隨後這首歌曲順利列入《告示牌》2019年度百大歌曲第66名。
在迷你專輯《Kill This Love》發行後，BLACKPINK在2019年4月12和19日登上科切拉音樂節表演，並成為第一個登上該音樂節表演的K-POP團體，在表演完後受到評論家和歌迷的一致好評，其中《告示牌》撰稿者蓋布·金斯堡（Gab Ginsberg）稱這場演出“令人興奮且很難忘”。2019年10月16日，日語版《Kill This Love》正式發行，並在不久之後登上Oricon專輯榜第5名。該團體趁著這次日語專輯的發行而在日本進行一連串的宣傳行程，包括登上朝日電視台音樂節目《MUSIC STATION》和富士電視台深夜音樂節目《Love music》打歌表演。隔年1月，BLACKPINK在《Paper》年度突破互聯網獎名單中被評為2019年度韓流轟動藝人。

### 2020–2021年：正規一輯《THE ALBUM》、線上演唱會
2020年4月22日，確認BLACKPINK將與她合作推出宣传单曲酸糖，於5月28日發行宣傳單曲並收錄於她的第六張錄音室專輯《神彩》。酸糖在告示牌百大單曲榜登上第33名，因此讓BLACKPINK首次進入該排行榜前40名以及在美國成為最高登榜紀錄的韩国女子團體。這首歌曲到澳洲登上當地排行榜第8名，因此讓BLACKPINK能夠首次登上該排行榜前10名且為該排行榜最高登榜紀錄的韩国團體，另外也登上英國當地榜單第17名。5月18日，YG娛樂宣布BLACKPINK將在6月份發行先行單曲，並預計在7月或8月額外發行一首單曲來為第一張韓語正規錄音室專輯的發行做宣傳。6月2日，YG娛樂確認BLACKPINK成員Rosé、Lisa和Jisoo將在團體正規錄音室專輯發行後進行個人出道活動，而Rosé將會是繼Jennie之後第二位個人出道成員。在該團體的回歸準備過程中，YG娛樂在6月13日於YouTube上推出BLACKPINK最新真人秀節目《24/365 with BLACKPINK》的序集，該節目記錄他們2020年的回歸，同時透過vlog形式分享他們的日常生活。
在2020年6月26日發行先行單曲How You Like That之前，BLACKPINK在各大社交網站做大量的宣傳與發佈預告，在發行之後，這首歌曲在韩国登上Gaon單曲榜3周冠軍並因為串流次數超過1億次而在當地獲得白金認證。其後How You Like That登上告示牌百大單曲榜第33名，因此成為第5首登上該排行榜的BLACKPINK的歌曲且和酸糖並列為美國排行榜最高登榜紀錄的韩国女團歌曲。其音樂錄影帶發布後取得5項金氏世界紀錄，其中包括在發布後24小時內觀看次數達到8,630萬次，成為該時段最多觀看的影片。另外這首歌曲在2020年YouTube Music全球十大夏季歌曲排行榜中名列第一，並且在2020年MTV音樂錄影帶大獎獲得最佳夏季歌曲稱號，因此讓BLACKPINK成為第一個在MTV大獎贏得獎項的韩国女藝人。YG娛樂之後宣布第二支單曲Ice Cream將與美國歌手合作，於8月28日發行。單曲發行之後登上美國告示牌百大單曲榜第13名，因此讓BLACKPINK寫下韩国女藝人在該排行榜的最高登榜紀錄。在英國排行榜登上第39名，因此使BLACKPINK在當時擁有5首登上該排行榜前40名的歌曲而成為登上該紀錄最多次的韩国藝人。

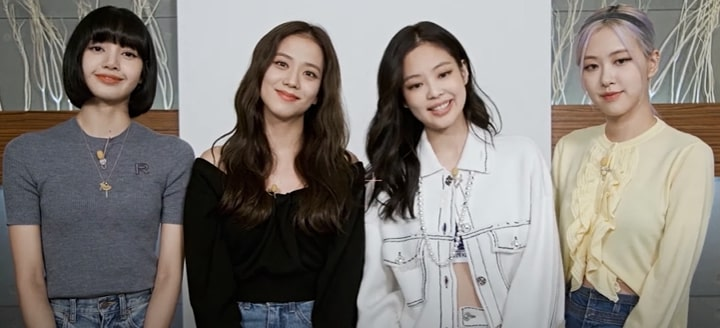
2020年的BLACKPINK

2020年10月2日，BLACKPINK正式推出第一張韓語正規錄音室專輯《THE ALBUM》，並收錄主打歌曲Lovesick Girls等歌曲。在Lovesick Girls音樂錄影帶獨家首播之前，BLACKPINK在YouTube全新原創音樂節目《Released》中首次登場，並作為其第一組合作藝人，在其節目中包括該團體未經過濾的訪問時刻。專輯《THE ALBUM》在發行後寫下首周專輯發行量的新紀錄，其中在發行後一天內的銷售量達到59萬份，在不到一個月內的銷售量達到120萬份，因此讓這張專輯登上Gaon專輯榜冠軍以及成為第一張銷售量突破1百萬份的韩国女團專輯，而該專輯在2020年IFPI全球專輯銷售排行榜上排名第五。《THE ALBUM》在告示牌二百大專輯榜和英國專輯排行榜皆登上第2名，因此讓BLACKPINK寫下韩国女藝人在兩者最高登榜的新紀錄，另外這張專輯也讓BLACKPINK成為第一組登上《告示牌》百大藝人榜冠軍的女團。為了宣傳這張專輯，BLACKPINK在10月21日登上美國電視節目《早安美國》和表演Lovesick Girls，之後Lovesick Girls在韩国登上Gaon單曲榜第2名且因為其串流次數超過1億次而獲得白金認證。Lovesick Girls在美國登上告示牌百大單曲榜第59名，並且在告示牌全球二百大單曲榜和告示牌美國除外全球單曲榜分別登上第2名和第1名，因此成為第一首登上美國除外全球單曲榜冠軍的BLACKPINK歌曲。
2020年10月14日，BLACKPINK首部紀錄片影集在Netflix首映，並在片中紀錄從2016年出道以來的點點滴滴，其中包括BLACKPINK在訓練期間的畫面、她們的家庭生活、幕後故事和對成員的採訪，以及專輯《THE ALBUM》的製作過程。有著《THE ALBUM》的商業成功和團體的Netflix紀錄片，使BLACKPINK在《彭博社》的10月份流行歌星影響力排行榜上名列第一，而這也是該排行榜自2020年4月推出以來首位位列榜首的韩国藝人。12月2日，BLACKPINK宣布將和YouTube Music合辦線上演唱會「BLACKPINK: The Show」，這場演唱會原訂在2020年12月27日舉行，但因為韩国政府實施新的2019冠狀病毒病疫情防疫措施而延至2021年1月31日舉行。在這場演唱會當中，BLACKPINK表演一些收錄於《THE ALBUM》的歌曲，而成員Rosé亦表演一首收錄在她的首張個人單曲專輯《R》的歌曲Gone。活動結束後，這場線上演唱會吸引超過28萬人購買頻道會員收看，並且在100個國家做演唱會線上直播。
2021年8月3日，BLACKPINK發行《THE ALBUM》的日語版本，在日語專輯中收錄其中4首來自《THE ALBUM》的歌曲之日語版本，分別為How You Like That、Pretty Savage、Lovesick Girls和You Never Know，而《THE ALBUM》的日語版在發行後登上Oricon專輯榜第3名。8月4日，BLACKPINK的紀錄片《BLACKPINK THE MOVIE》在韩国和全球的影院上映，在其片中包括對團體的獨家採訪以及線上演唱會「The Show」和「In Your Area」世界巡迴演唱會的現場表演等。

### 2022-2023年：正規二輯《BORN PINK》、二次世巡
2022年7月6日，YG娛樂宣布BLACKPINK已進入新專輯製作的最後階段，並計畫在7月中旬錄製音樂錄影帶，8月發行新歌曲，另外經紀公司也宣布BLACKPINK將在該年年底展開新一輪的世界巡迴演唱會。7月12日，YG娛樂對外透露BLACKPINK會在7月22至30日於電動遊戲《PUBG Mobile》舉行「BLACKPINK: The Virtual」虛擬遊戲演唱會，並在其內表演該團體的熱門歌曲和特別曲目Ready For Love，到7月29日當天對外發布Ready For Love的音源和動畫音樂錄影帶。

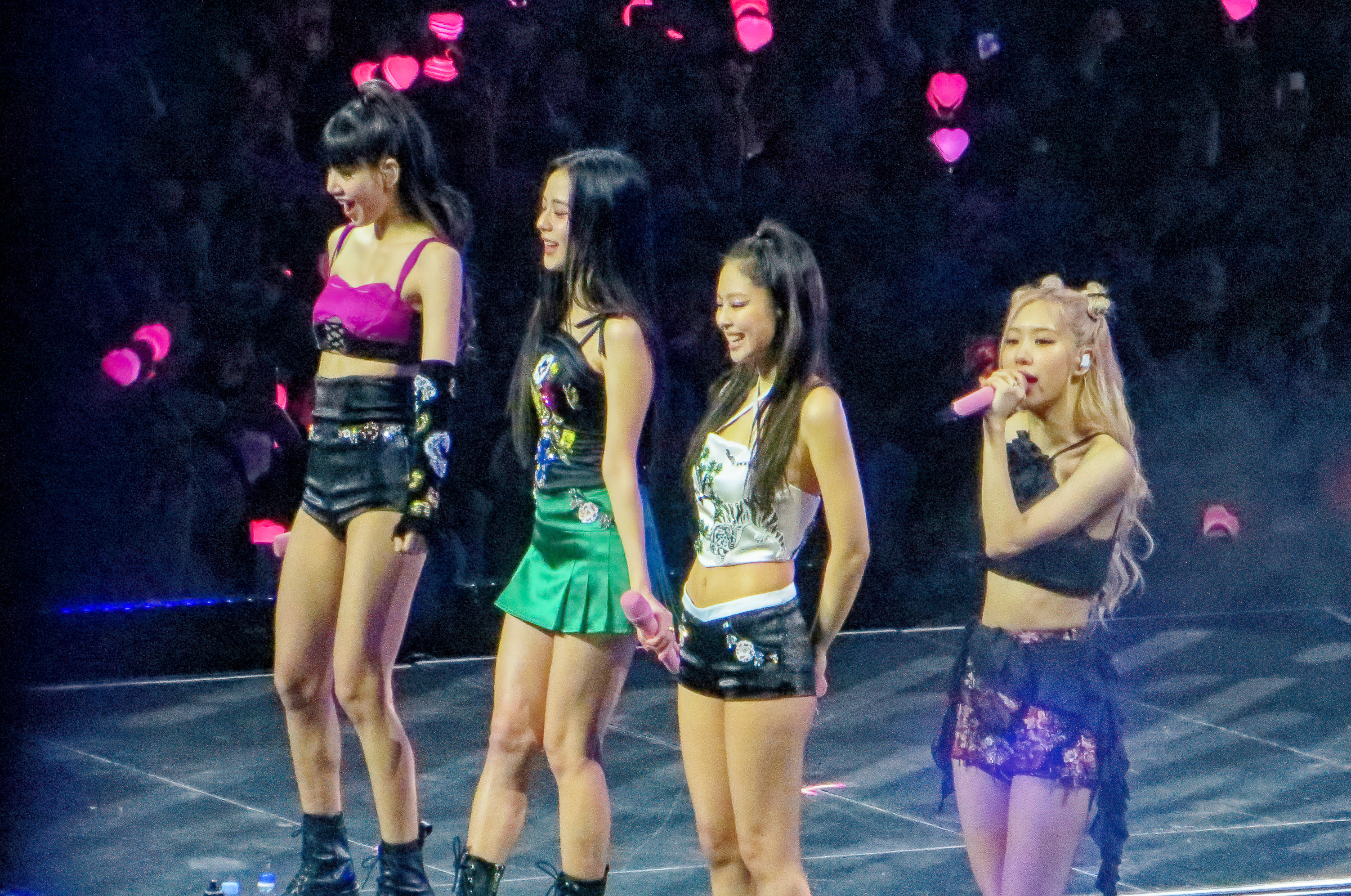
BLACKPINK在2022年12月於「Born Pink」世界巡迴演唱會倫敦站表演

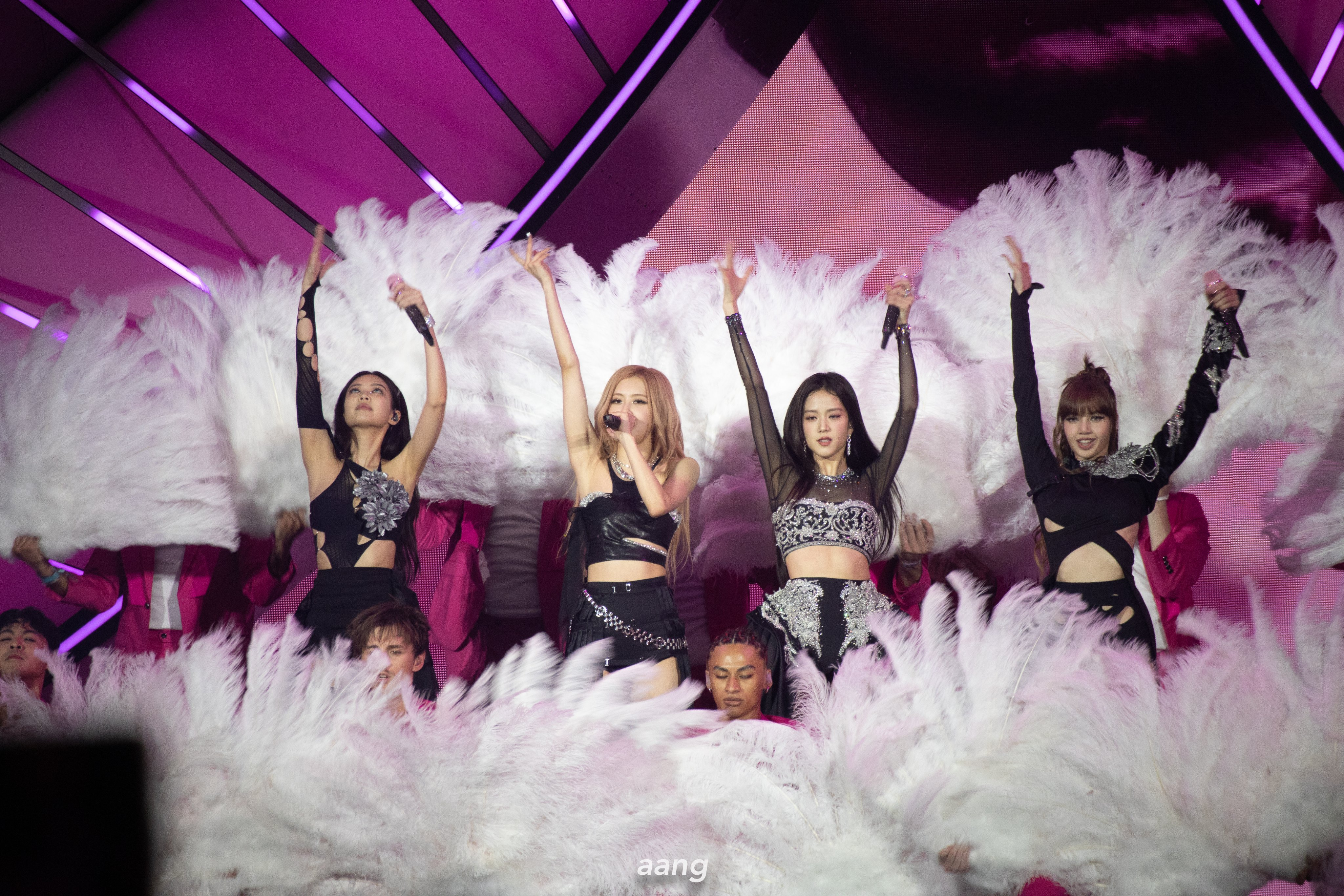
BLACKPINK在2023年科切拉音樂節擔任主演

2022年7月31日，YG娛樂宣布BLACKPINK將在8月19日發行先行單曲Pink Venom，9月發行新專輯，10月開始舉辦巡迴演唱會。在先行單曲發行後，Pink Venom登上告示牌全球二百大單曲榜2周冠軍，創下第一首登上該榜單多週冠軍的女團暨韓語歌曲。另外該歌曲也登上韩国Circle數位榜第2名、告示牌百大單曲榜第22名、澳洲ARIA單曲榜冠軍，因此讓這首歌曲成為第一首登上ARIA單曲榜冠軍的韓團歌曲。8月28日，BLACKPINK在2022年MTV音樂錄影帶大獎表演Pink Venom，成為史上第一組在該節目表演的韩国女子團體，並以「在《PUBG Mobile》的虛擬世界」獲得最佳元宇宙演出獎項。
2022年9月16日，BLACKPINK發行第二張錄音室專輯《BORN PINK》，其收錄單曲Shut Down分別在Circle數位榜和告示牌百大單曲榜分別登上第3名和第25名，並成為第二首登上告示牌全球二百大單曲榜冠軍的BLACKPINK歌曲。專輯《BORN PINK》在2天內售出2,141,281份，因此該張專輯登上Circle專輯榜冠軍並成為第一張銷售量超過2百萬份的K-POP女團專輯。《BORN PINK》在美國登上告示牌二百大專輯榜冠軍，創下自2008年Danity Kane的專輯《Welcome to the Dollhouse》以來第一張登上該榜單冠軍的女團專輯，在英國也成為第一張登上英國專輯排行榜冠軍的K-POP女團專輯，因此成為繼2001年天命真女的專輯《Survivor》以來第一張同時登上美國和英國專輯榜冠軍的女團專輯。根據IFPI的說法，《BORN PINK》在2022年全球所有格式的暢銷專輯中排名第8，而《時代雜誌》亦將BLACKPINK名為2022年時代年度藝人。
在專輯發行後，BLACKPINK在2022年10月15日於韩国首爾開始展開新一輪的世界巡迴演唱會「Born Pink」，並到該年12月為止於北美洲和歐洲舉辦巡迴場次。這次的巡迴演唱會表演一些收錄於《BORN PINK》的歌曲和成員們的個人表演包括收錄於單曲專輯《R》的Rosé歌曲、Lisa的LALISA、收錄於單曲專輯《ME》的Jisoo歌曲以及Jennie的You & Me。隨後BLACKPINK從12月2日開始在YouTube發布實境秀《BORN PINK MEMORIES: B.P.M.》，以紀錄她們從回歸準備到巡迴演唱會舉行的《BORN PINK》時代之幕後花絮為主。2023年1月28日，在法國第一夫人碧姬·馬克宏於巴黎舉辦的“Le Gala des Pièces Jaunes”慈善活動中，BLACKPINK與音樂家和丹尼爾·洛扎科維奇一起表演Pink Venom和Shut Down，隨後BLACKPINK在2023年繼續在亞洲和其他大洲舉辦多場次的巡迴演唱會。
BLACKPINK在2023年4月15和22日擔任科切拉音樂節的主演，成為史上第一組成為該活動主演的亞洲藝人。BLACKPINK在科切拉音樂節上的主演受到粉絲和評論家的積極評價，他們稱讚BLACKPINK自信、充滿活力的表演，並將其描述為韩国流行音樂在全球舞台上代表的歷史性時刻。7月2日，BLACKPINK成為第一支在英國夏令時演唱會上擔任主演的韩国樂團，其後舉辦巡迴演唱會安可場更創下多次歷史紀錄，包括成為第一個在歐洲體育場演出的韩国女子團體，第一個在美國忠實體育場、甲骨文球場和道奇體育場演出的女子團體，以及繼碧昂絲和之後史上第三位在大都會人壽體育場連續演出門票完全售罄的女藝人。
2023年5月18日，BLACKPINK宣布推出一首作為官方手機遊戲《BLACKPINK THE GAME》的宣傳單曲THE GIRLS，並在同年8月25日正式發行。其實體版本在發行後第一周售出160,460份，因此登上Circle專輯榜第1名而成為第5張登上該榜單冠軍的BLACKPINK專輯。在2023年MTV音樂錄影帶大獎現場，BLACKPINK以歌曲Pink Venom獲得最佳编舞獎項，另外該團體也獲得年度樂團獎項，因此成為TLC之後第二組取得MTV大獎年度樂團獎項的女子團體。到9月17日伴隨最後2場首爾演唱會落幕後，「Born Pink」世界巡迴演唱會正式結束。在這次巡演中共吸引180萬名觀眾共襄盛舉，成為參與人數最多的韩国女團巡迴演唱會，並且在2023年《告示牌》年終全球40大巡演排行榜上排名第十，在年度K-POP巡演排行榜上名列前茅。據報道，29場演出的全球總收入為1.483億美元，打破「Spice World – 2019 Tour」所保持的紀錄，成為票房收入史上最高的女團巡迴演唱會，也成為亞洲藝人史上票房收入最高的巡迴演唱會。

### 2023年至今：團體續約、三次世巡
當BLACKPINK與YG娛樂的合約即將在2023年8月到期時，YG娛樂在該年7月向韩国媒體發表一份聲明確認目前該公司與BLACKPINK四名團員正在討論續約，隨後在11月又發表聲明稱該公司仍與這些團員就其專屬合約進行談判。11月15日，《告示牌》宣布推出《BLACKPINK: A VR Encore》，這是該團體與Meta Platforms合作製作的首爾安可場虛擬實境版本，這場70分鐘的演唱會由Diamond Bros製作，於該年12月26日以VR形式在線上遊戲《Horizon Worlds》首映。12月5日，YG娛樂確認BLACKPINK四名團員完成與該公司續簽團體合約，並表示將會發行新專輯和舉辦新一輪的世界巡迴演唱會。
BLACKPINK在慶祝出道8周年時宣布推出演唱會紀實電影《BLACKPINK WORLD TOUR [BORN PINK] IN CINEMAS》，於2024年7月31日在全球110個國家的電影院上映，並囊括BLACKPINK在首爾高尺巨蛋的表演以及巡迴演出中其他城市的鏡頭。2024年8月8日，BLACKPINK在她們出道8周年當天舉辦粉絲簽名會活動，並邀請全球88名幸運抽到資格的Weverse會員參加該場活動，而BLACKPINK在8月9日於首爾永登浦區時代廣場購物中心為演唱會電影舉辦「粉紅地毯」活動。在一段介紹YG娛樂未來規劃的影片中，YG娛樂創始人梁鉉錫確認BLACKPINK將於2025年以4人完整體形式回歸，並進行世界巡迴演出。
2025年2月5日，BLACKPINK發布第一支新一輪世界巡迴演唱會的預告影片，2月19日，官方宣布「BLACKPINK 2025 World Tour」的巡迴場次與地點，包括7月5日的南韓首爾高陽體育園區場次、北美和歐洲體育場場次、8月15日的英國倫敦温布利球场場次以及隔年1月的日本東京巨蛋場次。2025年5月3日，成員Lisa宣布BLACKPINK的第三張錄音室專輯即將釋出。7月11日，专辑先行单曲《Jump》公开，是YG娱乐与The Orchard签订歌曲发行合作协议后的首个作品，新視鏡唱片不再参与组合歌曲发行工作。

## 藝術性

### 音樂風格與歌詞
BLACKPINK的音樂風格主要基於EDM和流行音樂，並融入嘻哈和陷阱元素，她們還在整張音樂作品中使用多種音樂風格，如R&B、阿拉伯音乐、民謠、迪斯可和搖滾。《時代雜誌》將她們的音樂描述為「大膽的饒舌、有力的演唱和別緻的造型」的融合，其歌曲中的一個標誌性元素是經常在副歌之前使用低音Drop來呈現，因此音樂評論家認為這是她們聲樂的一個決定性方面，至於《韓國先驅報》則將BLACKPINK的聲景與宏大的前奏、震撼的低音和陷阱EDM副歌聯繫在一起 。
BLACKPINK歌曲的歌詞經常涵蓋獨立、女性賦權、分手後發展、處理有毒關係以及浪漫的細微差別等主題。Jisoo在接受《滾石雜誌》採訪時解釋說，成員們從一開始就參與他們的創作過程，從建造方塊到添加這種或那種感覺並交換回饋。關於他們的工作，《告示牌》表示BLACKPINK改寫K-POP和她們美麗的定義，這是為了她們而不是為了其他人。

### 影響力
在出道初期，BLACKPINK表示想要效仿同公司的2NE1並展現他們自己獨特的色彩。在2023年播出的一集《Carpool Karaoke》節目中，團體成員表示她們是聽著TLC和的音樂來成長的，並受到那些樂團的啟發。Jennie評論說，BLACKPINK很欣賞TLC的主唱、饒舌和嘻哈風格，以及辣妹鮮明的個性，她說：「這是我們的目標，它是歷史上標誌性的女子團體，我們是聽著它來成長的。 」
當BLACKPINK在2020年與合作製作歌曲酸糖時，團體成員表示她們視女神卡卡為重大音樂影響力，Jennie回憶起第一次看到電話音樂錄影帶時，就對它的創意和時尚表示讚歎不已，而該團體認為對其產生影響的其他藝人包括、和等。

## 公眾印象

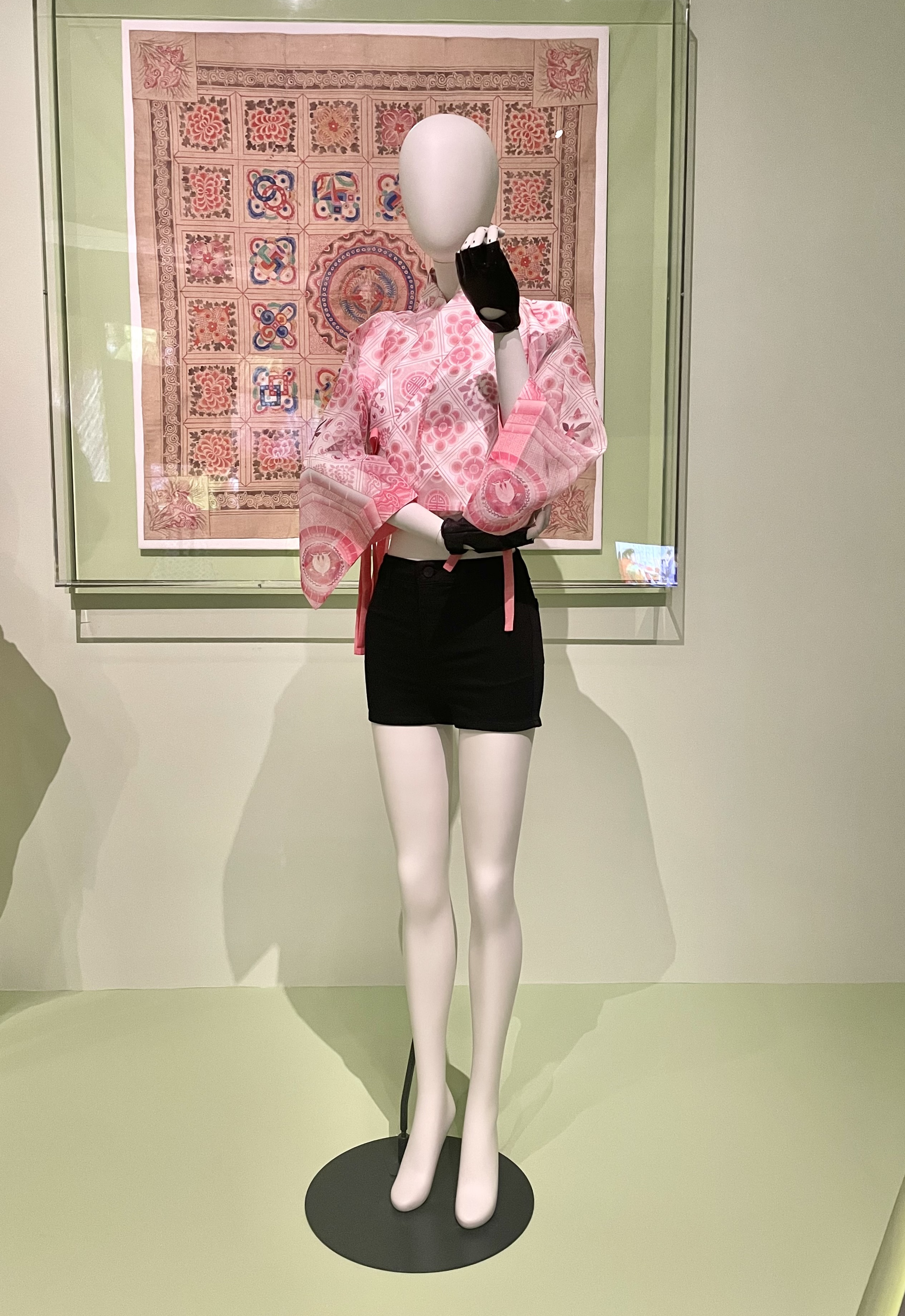
波士頓美術館展出的韓服「赤古里」，以Jennie在音樂錄影帶中所穿的韓服為基礎

BLACKPINK旨在代表他們音樂角色的兩個截然不同的方面來反映她們的團名，該團體的「黑色」方面概括她們更前衛的「女孩迷戀」形象，而「粉紅色」方面則反映她們更女性化和充滿活力的形象。在接受採訪時，Rosé解釋說，BLACKPINK認為有兩種顏色最能代表她們，因為她們非常少女，但同時也非常野蠻，且她們的歌曲Pretty Savage有點與「黑粉色」相配而將其命名為最能描述她們的歌曲。在2022年8月舉辦的Pink Venom發行記者會上，Jennie詳細闡述團體的身份：“我們嘗試通過各種風格的歌曲來表達各種信息，但BLACKPINK總是充滿自信，我認為我們是最接近的。”
從風格上來看，BLACKPINK與韩国流行音樂中的「迷戀女孩」形象相關。《內幕》寫道，她們憑藉一系列單曲闖入韩国流行音樂界，走上成為「Girl Crush」概念大使的道路，將自信、性感和鼓舞人心的保證拿來融入她們的音樂當中。Ddu-Du Ddu-Du發行後，《告示牌》稱她們為韩国流行音樂最引人注目的Girl Crush代表。文化評論者鄭德賢分析BLACKPINK在韩国流行音樂中樹立自信的形象，並建立一個以女性和女性賦權為中心的堅實粉絲群體。而韩国新聞媒體《News1》評論稱該團體打破普遍認為只有男團才能吸引強大粉絲才能在業界佔據優勢的觀念  。
BLACKPINK的影響力超越音樂領域，進入時尚界——每位成員都曾擔任不同奢侈品牌的全球大使：Jisoo代言迪奧，Jennie代言香奈兒，Rosé代言圣罗兰，Lisa代言寶格麗和路易威登。時尚貿易雜誌《WWD》評論道：「BLACKPINK比任何女團都做得更好，她們利用時尚作為工具，將其成員定位為具有傳奇色彩的偶像……但在精心編輯的影片和其幕後花絮由該團體的經紀公司發行，成員們散發著一種令人眼花撩亂的青春氣息，但仍平易近人。」隨後該團體因在How You Like That音樂錄影帶和表演中對傳統服裝的現代重新詮釋而引起人們對韩国“韓服”的關注，從而引起國際媒體的關注。BLACKPINK認為時尚是她們公眾形象的重要一部分，其中Jennie告訴《ELLE》雜誌，時尚絕對像音樂一樣賦予成員們力量，而Rosé則形容時尚與她們的音樂密不可分，至於《南華早報》則指出她們的風格將群體統一性與個人品味融為一體。

## 對外影響

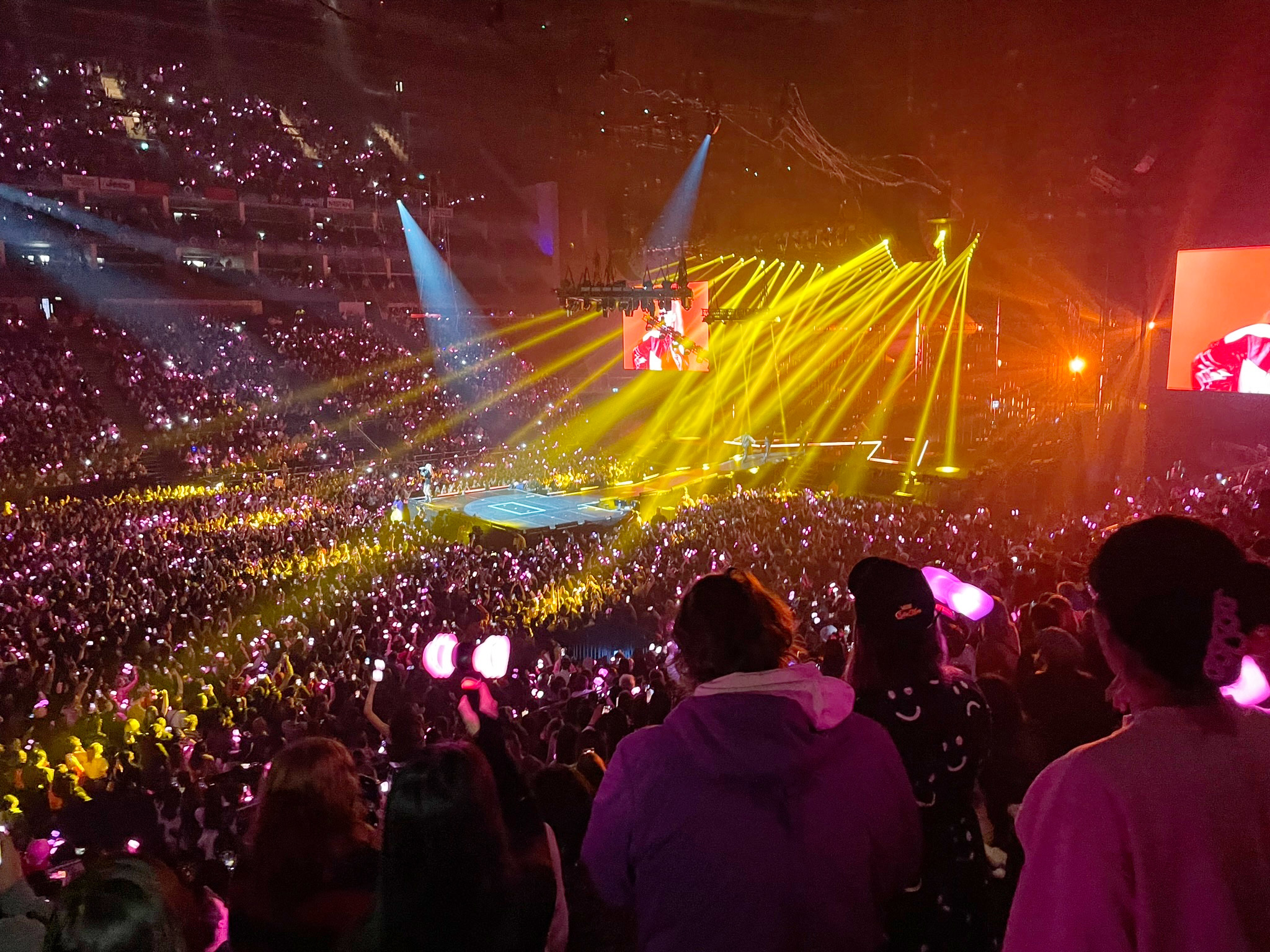
2022年12月在O2體育館舉辦BLACKPINK「Born Pink」世界巡迴演唱會倫敦站

自出道以來，BLACKPINK已成為K-POP界的佼佼者，並且被國家錄音藝術科學學院、《時代雜誌》和《滾石雜誌》等多數組織稱之為「世界上最大的女子團體」，被《Vogue》、NPR和BBC稱之為“地球上最大的韩国流行音樂女團”，被《告示牌》和《紐約時報》尊稱為“K-POP Queens”。BLACKPINK在2020年10月《彭博社》流行歌星力量排行榜中被譽為全球最大的音樂表演團體，並被《滾石雜誌》評為「全球最具影響力和最暢銷的藝人」之一。美國雜誌將BLACKPINK列入改變當代音樂產業的女性名單，而《綜藝雜誌》則將BLACKPINK評為全球娛樂界最具影響力的人物之一，另外BABYMONSTER、H1-KEY、TRI.BE、KISS OF LIFE、CLASS:y、PRIMROSE、LE SSERAFIM成員中村一叶、Lapillus成員Shana和Haeun、FIFTY FIFTY成員Saena、mimiirose成員徐允珠以及@onefive等許多藝人和團體都將BLACKPINK視為直接影響力。
《韩国》在2019年將BLACKPINK列入名人榜第1名，後續在2020年列入第3名，在2021年和2022年列入第2名，在2023年列入第3名，以及在2024年重新列入第1名。她們是第一個躋身《富比士》亞洲30位30歲以下精英榜的女團，且被列入2019年《時代雜誌》百大新星名單，另外成為第一個在世界最大音樂節「科切拉」上表演的K-POP團體，並預示著韩国藝人跨越語言障礙走向全球舞台的新紀元。《彭博社》寫道，BLACKPINK與防彈少年團一起達到音樂史上前所未有的全球知名度，而《南華早報》則強調BLACKPINK、防彈少年團和韓劇是韩国流行文化全球利益的領導者。《紐約時報》也將BLACKPINK與三星、LG和现代汽车等公司一同視為韩国主要的文化輸出者之一，而BLACKPINK、《魷魚遊戲》和等實體似乎和任何三星手機一樣無處不在。
流行文化評論者金道憲（김도헌）稱讚BLACKPINK改變全球音樂界對韩国流行音樂藝術家的看法，並作為與西方流行歌星平起平坐的標誌性人物而不是與他們競爭的挑戰者而受到關注。他進一步補充說，儘管BLACKPINK的專輯發布數量比其他K-POP團體來得少，但她們成功地成為一個在全球範圍內具有巨大影響力的團體，並成功超越一個音樂團體，打造屬於自己的品牌形象。2020年，韩国CJ E&M將BLACKPINK授予「2020年十大遠見者」人物之一，以表彰他們在全球傳播韩国流行文化方面所做的貢獻。在韩国總統文在寅的2021年新年致辭中，BLACKPINK被視為提升韩国海外形象的領導者，並強調政府對此類實體的支持是堅定鞏固韩国文化強國地位的關鍵戰略。《Sisa Journal》認為BLACKPINK的全球影響力甚至在少女時代、2NE1、Wonder Girls和TWICE等K-POP史上最偉大的女團中也算脫穎而出，並表示正如1990年代中期的辣妹合唱團是全球流行樂迷的女團象徵一樣，當今女團的代表性並非BLACKPINK莫屬。在討論20世紀初以來女團演變時，國家錄音藝術科學學院指出當BLACKPINK在2016年出道時，韩国流行女團的成功如何躍上新的水平，而《告示牌》引用BLACKPINK在科切拉音樂節上的表演以及她們在告示牌二百大專輯榜上名列前茅的專輯《BORN PINK》來認為她們是最能成功影響美國音樂市場的韩国流行女團。韩国Circle Chart觀察到，BLACKPINK在2020年於國際上取得突破之後，韩国女子團體歌曲中的英文歌詞加入量顯著增加，並且認為這是女子組合擴大聽眾基礎以利吸引韩国以外聽眾的嘗試機會。
BLACKPINK在社群媒體和串流平台上累積大量追隨者，在YouTube頻道方面，於2019年9月成為訂閱人數最多的音樂團體，在2020年7月成為訂閱人數最多的女藝人，在2021年9月成為整體音樂頻道訂閱人數最多的藝人，到2023年7月時，其官方頻道的訂閱人數已經超過9千萬人。在音樂串流平台Spotify方面，BLACKPINK在2019年11月成為追蹤人數最多的女子團體，並且到2023年4月為止已超過4千萬人追蹤。在網路社群平台Instagram方面，BLACKPINK的成員是韩国最受關注的四位名人，分別為擁有最多追蹤者的Lisa、追蹤數第二多的Jennie、追蹤數第三多的Jisoo以及追蹤數第四多的Rosé。

## 其他事物

### 品牌代言

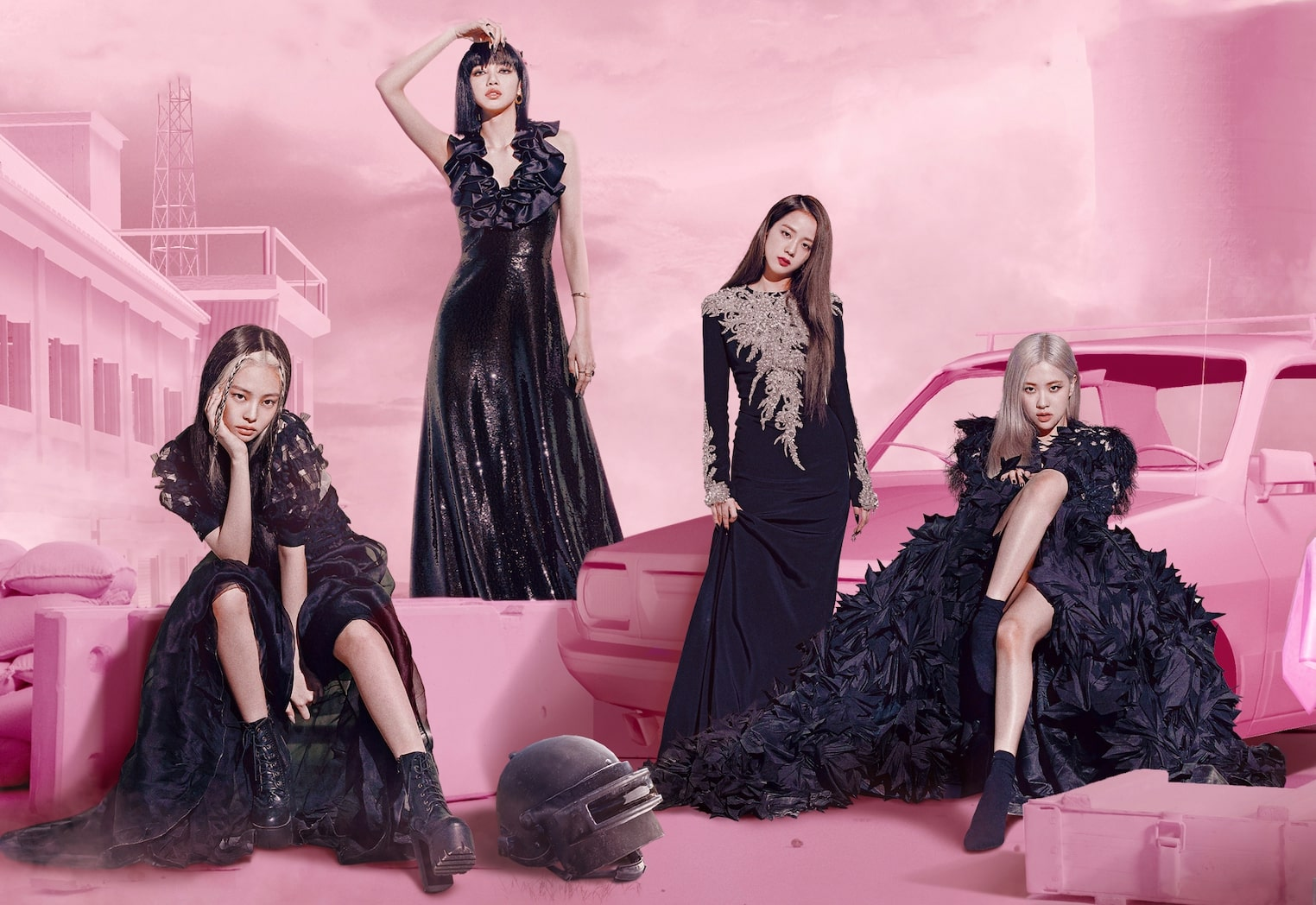
登上《PUBG Mobile》遊戲廣告的BLACKPINK

BLACKPINK在其職業生涯中獲得各個行業的眾多廣告代言。在全球方面，成員們都擔任起亚汽车的品牌大使，而該公司更是「In Youre Area」世界巡迴演唱會的冠名贊助商。在北美洲，BLACKPINK與玩具公司「Jazwares」合作，打造一系列採用其音樂錄影帶服裝造型的玩偶以及其他具有收藏價值的玩具系列。2020年6月，BLACKPINK與Naver Z運營的韩国3D頭像服務「Zepeto」合作，為粉絲提供與每個成員相對應的角色，讓粉絲可以看到角色唱歌和跳舞，並在應用程式上一起合照，而BLACKPINK在Zepeto應用程式開啟虛擬粉絲簽名會後受到許多國際粉絲的歡迎，因此這項服務到2020年9月11日為止已累積超過3千萬個會員註冊，並且在Ice Cream舞蹈影片發布後吸引30萬名新註冊會員。另外，BLACKPINK還與流行的大逃殺遊戲合作，發布遊戲內的協作內容和活動。
在亞洲，BLACKPINK與三星合作進行多項活動來推廣其電子產品，其中包括為了宣傳手機商品「Galazy A」而發起「#danceAwesome」挑戰。2019年8月，三星在東南亞推出Galaxy A80、Galaxy Watch Active和Galaxy Buds等BLACKPINK特別版裝置，而BLACKPINK在其Kill This Love音樂錄影帶中展示Galaxy S10+智慧型手機和Galaxy Buds耳機。2018年11月，BLACKPINK成為新加坡電子商務平台「蝦皮」的首位區域品牌大使，並作為其與YG集團在東南亞和台灣合作的一部分。2019年11月，泰國當地銀行「KBank」開始與BLACKPINK成為合作夥伴。2020年9月，BLACKPINK成為百事可樂在亞太地區含中國大陸、菲律賓、泰國和越南等代言人。2020年12月，作為菲律賓通訊公司「环球电信」品牌大使的BLACKPINK與該公司成為合作夥伴。
在韩国，BLACKPINK一直是韩国雪碧、友利銀行、豪華酒店和度假村「Paradise City」、隱形眼鏡品牌「Olens」和護髮品牌「Mise-En-Scène」的品牌大使或代言模特兒。2017年5月，BLACKPINK成為海關服務公司「Incheon Main Customs」的榮譽大使，以她們的形象為主題的橫幅和影片將在仁川國際機場迎接外國旅客。另外BLACKPINK也是其他高等級品牌包括運動服飾品牌PUMA和、奢華時尚品牌路易威登和迪奧、化妝品品牌Moonshot、手提包包品牌St. Scott London以及百貨公司Shibuya 109等代言人，並在日本也推出與「Tokyo Girls Collection x Cecil McBee」合作的周邊商品。根據韩国聲譽研究所的分析，BLACKPINK在2018年7月和2020年8月於所有藝人的品牌聲譽中排名第一，是唯一一位獲得此殊榮的女性藝人。

### 慈善事業
2018年12月，BLACKPINK將價值2,000萬韓圓（約16,630美元）的2018年度英國ELLE風尚大典獎金捐贈給韩国的低收入戶和單親家庭。2019年4月，BLACKPINK向全國救災希望橋協會捐贈4,000萬韓圓（約33,300美元），以便協助韩国高城郡森林大火受害者在困境中生活，並於2022年3月再次向該協會捐贈5億韓圓用於江原道和慶尚北道山火造成的損壞修復費用。2020年4月，BLACKPINK通過環球唱片集團附屬銷售公司「Bravado」開始販售口罩，其所有收益均捐給推出一項救濟基金的國家錄音藝術科學學院音樂關懷計劃，以應對2019冠狀病毒病疫情及其對音樂產業的影響。
2020年12月，BLACKPINK呼籲對氣候變遷採取行動，並宣傳2021年聯合國氣候變化大會（COP26）來期盼她們的粉絲能夠加入該團體的旅程，以及了解正在發生的事情、需要發生的事情以及該團體如何發揮自己的作用。2021年2月25日，BLACKPINK被正式任命為COP26首爾官方倡導者，並收到英國首相關於感謝她們在傳播氣候變遷意識方面所做的工作的一封個人感謝信。2021年10月23日，BLACKPINK受邀登上YouTube Originals特別節目《親愛的地球》，其節目主要鼓勵觀眾提高環保意識。英國國王查爾斯三世在白金漢宮招待韩国總統尹錫悅的國宴上發表演講時，對BLACKPINK作為環境可持續發展事業大使所做的工作表示讚賞。

## 成就與獲獎提名

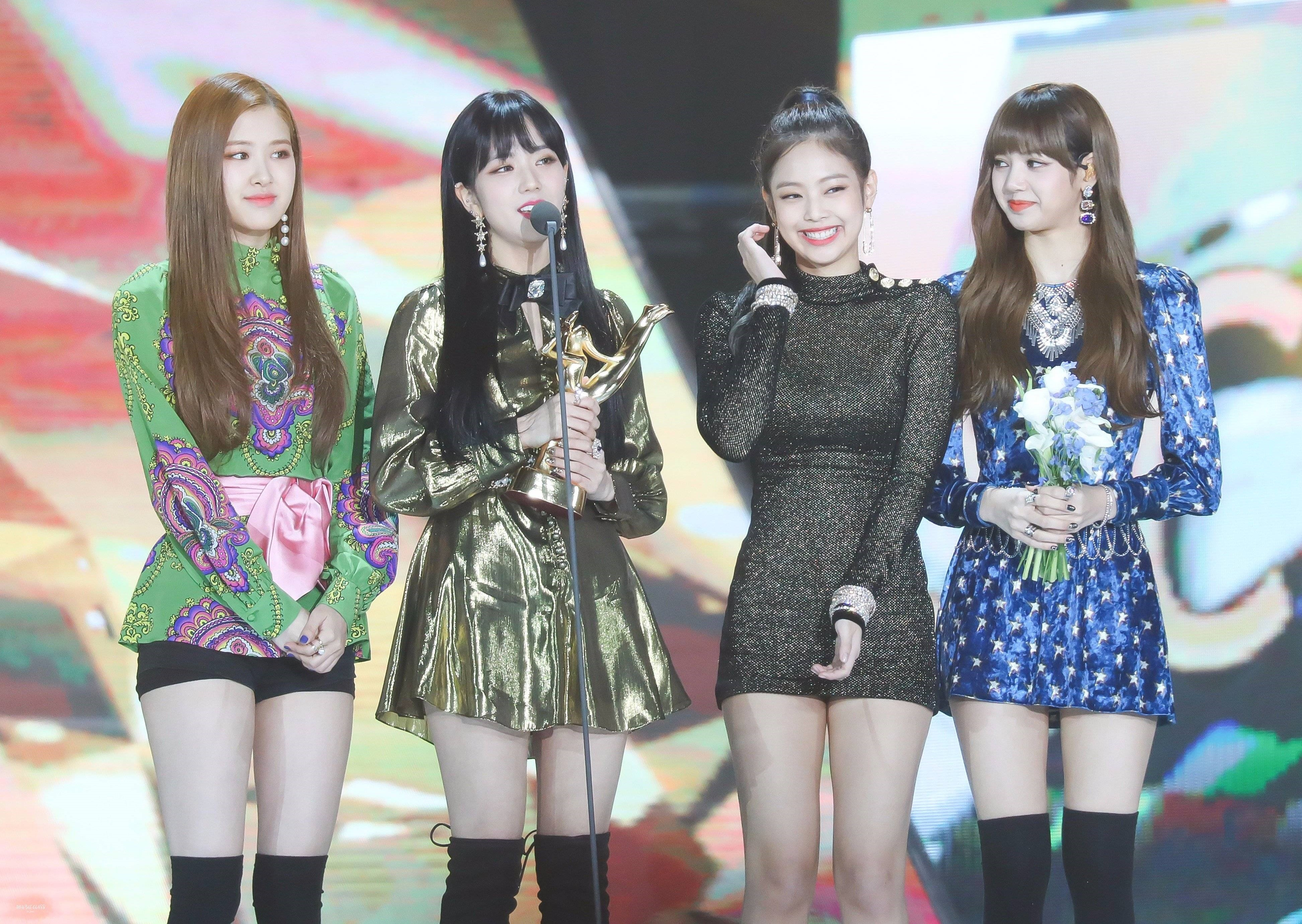
出席第32屆金唱片獎的BLACKPINK

出道至今，BLACKPINK在Circle Charts音樂獎獲獎4次，在金唱片獎獲獎7次，在MAMA大獎獲獎11次，在甜瓜音樂獎獲獎5次，在MTV音樂錄影帶大獎獲獎4次，在人民選擇獎獲獎3次，在首爾歌謠大賞獲獎4次，在告示牌音樂獎獲獎1次，在MTV歐洲音樂大獎獲獎1次以及在青少年选择奖獲獎1次，並成為第一個獲得MTV音樂錄影帶大獎獎項且獲得全英音樂獎提名的韩国女子團體。
2020年6月26日，在How You Like That數位發行以及其音樂錄影帶發布之後，BLACKPINK打破5項金氏世界紀錄，其中包括以觀看量8,630萬次寫下發布後24小時內最多觀看的YouTube影片，並以166萬人寫下首播同時觀看人數最多的YouTube影片。2021年，BLACKPINK的YouTube頻道達到6,030萬位訂閱者而成為最多訂閱者YouTube樂團頻道，因此獲得金氏世界紀錄認證。到2024年，官方頻道訂閱人數達到9,380萬而刷新自身紀錄，屆時她們被公認為YouTube上訂閱人數最多的音樂團體。
在2022年6月號的《滾石雜誌》期刊中，BLACKPINK成為繼天命真女和辣妹合唱團之後史上第三位登上該雜誌封面的女子團體。隨後在同年下半年，BLACKPINK因為是第一個獲得MTV音樂錄影帶大獎最佳元宇宙演出獎項的藝人，且在第二張錄音室專輯《BORN PINK》發行後成為第一個登上美國和英國專輯榜冠軍的K-POP女子團體，因此她們獲得額外3項金氏世界紀錄。至於《時代雜誌》則是將BLACKPINK評為2022年時代年度藝人，以表彰他們作為團體和個人在音樂、時尚和表演行業的影響力。
2023年，BLACKPINK在音樂串流平台Spotify的串流量達到88.8億次，因此取得Spotify最多串流量的女子團體之金氏世界紀錄，並且到2024年以130.9億次串流量刷新自身紀錄，她們也因為官方YouTube頻道總觀看量達到301.5億次而取得YouTube上最多總觀看量的音樂團體頻道之金氏世界紀錄。2023年11月，查爾斯三世國王在白金漢宮舉行的特別授勳儀式上授予BLACKPINK成員大英帝國榮譽勳章（MBE），以表彰他們作為COP26倡導者的角色，而韩国總統尹錫悅也出席了這次授勳儀式。

## 音樂作品
錄音室專輯
- 《THE ALBUM》（2020年）
- 《BORN PINK》（2022年）

## 演唱會
巡迴演唱會
- BLACKPINK競技場巡迴演唱會（2018年）
- In Your Area世界巡迴演唱會（2018–2020年）
- Born Pink世界巡迴演唱會（2022–2023年）
- DEADLINE世界巡迴演唱會（2025–2026年）

專場演唱會
- Blackpink Japan Premium Debut Showcase（2017年）
- 2019 Private Stage [Chapter 1]（2019年）
- YG PALM STAGE - 2021 BLACKPINK: THE SHOW（英语：The Show (concert)）（2021年）
- BLACKPINK: The Virtual（英语：Blackpink: The Virtual）（2022年）

## 影視
- 《Blackpink House》（2018年）
- 《YG戰略資料室》（2018年）[c]
- 《BLACKPINK X Star Road》（2018年）
- 《Blackpink Diaries》（2019年）
- 《24/365 with BLACKPINK》（2020年）
- 《BLACKPINK: Light Up the Sky》（2020年）
- 《BLACKPINK: The Movie》（2021年）
- 《BORN PINK MEMORIES: B.P.M.》（2022年）
- 《BLACKPINK WORLD TOUR [BORN PINK] IN CINEMAS》（2024年）